# Burmeistera crispiloba
Burmeistera crispiloba är en klockväxtart som beskrevs av Alexander Zahlbruckner. Burmeistera crispiloba ingår i släktet Burmeistera och familjen klockväxter. IUCN kategoriserar arten globalt som sårbar.
Artens utbredningsområde är Ecuador. Inga underarter finns listade i Catalogue of Life.